# Alfred Thayer Mahan
Alfred Thayer Mahan (West Point, 27 de Setembro de 1840 — Washington, 1 de Dezembro de 1914) foi um oficial da marinha dos Estados Unidos que se notabilizou como geoestratega e como educador. As suas ideias sobre o poderio naval influenciaram a visão estratégica das marinhas de todo o mundo e ajudaram a desencadear o grande investimento em meios navais que se verificou nos anos que precederam a Primeira Guerra Mundial. 
O seu trabalho de investigação na área da história naval permitiu-lhe publicar a obra The Influence of Seapower on History,1660-1783, aparecido em 1890, que se revelaria uma das mais importantes influências no pensamento estratégico naval dos primórdios do século XX. Cunhou a designação Médio Oriente, hoje tão em voga. Em sua homenagem, a Marinha americana tem dado o nome de USS Mahan a vários navios, incluindo o primeiro navio da classe de contratorpedeiros Mahan, uma das classes de navios mais emblemáticas da Segunda Guerra Mundial.

## Biografia
Alfred Thayer Mahan nasceu em West Point, Nova Iorque, a 27 de Setembro de 1840, filho de Mary Helena Mahan e de Dennis Hart Mahan, um professor da Academia Militar dos Estados Unidos da América (United States Military Academy), sediada em West Point. 
Depois de ter frequentado durante dois anos o Columbia College da Universidade Columbia, onde foi membro do clube de debate denominado Philolexian Society, transferiu-se, contra a vontade de seu pai, para a Academia Naval dos Estados Unidos da América (United States Naval Academy), em Annapolis, onde se graduou em 1859, terminando com a segunda melhor classificação do seu curso. Foi promovido a tenente em 1861, iniciando uma carreira naval que se prolongaria por cerca de 40 anos de serviço activo.
Durante a Guerra Civil Americana, Mahan serviu nas guarnições dos navios USS Congress, USS Pocahontas e USS James Adger e como instrutor na Academia naval. Foi promovido a capitão-tenente em 1865, a capitão-de-fragata em 1872 e a capitão-de-mar-e-guerra em 1885.
Apesar do seu sucesso na carreira naval e da fama que viria a alcançar, as suas habilidades como comandante de navio deixavam muito a desejar, tendo estado envolvido em várias colisões e encalhes.
A mudança na sua carreira, que faria dele um historiador e estratega de grande influência no desenvolvimento do poderio naval nos anos finais do século XIX e na primeira metade do século XX, surgiu em 1885, quando foi nomeado instrutor de História e Táctica Naval do Colégio Naval de Guerra (United States Naval War College).
Antes de Mahan iniciar funções, o então presidente do Naval War College, o contra-almirante Stephen B. Luce, orientou-o no sentido de investigar a influência do poderio naval na história e de preparar um conjunto de escritos sobre essa temática. Para tal, permitiu que Mahan ficasse em New York durante um ano, trabalhando em sua casa, com o encargo de realizar a necessária pesquisa e preparação das aulas.
Após ter completado o seu período de investigação e preparação de aulas, Mahan iniciou funções no Naval War College, tendo presidido aos destinos da instituição entre 22 de Junho de 1886 e 12 de Janeiro de 1889 e novamente entre 22 de Julho de 1892 e 10 de Maio de 1893 .
Naquelas funções encontrou em 1877 e travou relações de amizade com um então jovem professor convidado de nome Theodore Roosevelt, que mais tarde viria a ser presidente dos Estados Unidos da América. Foi também durante este período que Mahan organizou as notas das suas aulas de forma a compor as suas duas obras mais influentes, The Influence of Sea Power upon History, 1660–1783, e The Influence of Sea Power upon the French Revolution and Empire, 1793–1812, publicadas em  1890 e 1892, respectivamente.
As premissas a partir das quais desenvolve as suas teses sobre supremacia naval e poderio naval é a competição pelo domínio dos mares travada durante o século XVIII entre a França e o Reino Unido. Nessa competição ficou demonstrado que o domínio dos mares pela via do poderio naval foi o factor decisivo no resultado, e que em consequência o controlo do comércio marítimo era um factor crítico e determinante para a vitória militar num conflito entre grandes potências.
No presente, as conclusões atrás apontadas parecem óbvias e repetidamente demonstradas, mas ao tempo de Mahan correspondiam a uma noção com traços de algum radicalismo, particularmente numa situação em que os Estados Unidos estavam empenhados numa expansão terrestre para Oeste, numa tentativa de ocupar efectivamente o vasto hinterland do continente norte-americano, que chegava a considerar o seu destino manifesto.
Por outro lado, a influência de Mahan estendeu-se às vertentes tecnológicas e de estabelecimento da prioridade de investimentos, quando, após o termo da Guerra Civil Americana, as cúpulas da Marinha de Guerra Americana se opuseram, por razões ideológicas, ao abandono dos veleiros a favor dos navios a vapor.  Nesse contexto, os trabalhos de Mahan serviram de poderoso argumento para convencer o poder político a proceder aos necessários investimentos, ao demonstrar que o poderio naval, os conhecimentos náuticos e uma adequada táctica naval continuavam a ser factores determinantes no controlo dos mares. Demonstrou ainda que apenas a segurança operacional, a velocidade e desempenho independente dos ventos que os navios a vapor permitiriam de futuro dominar os mares.  
Os seus livros foram recebidos com quase unânime aplauso e cuidadosamente estudados na Grã-Bretanha e na Alemanha, influenciando o aumento do poderio naval daqueles estados no período que antecedeu a Primeira Guerra Mundial. As opiniões de Mahan e a sua influência tiveram impacte sobre os eventos que marcaram a parte naval da Guerra Hispano-Americana e nas batalhas de Tsushima, Jutlândia e do Atlântico.
A sua obra também influenciou as doutrinas navais de todas as Potências no período entre as Primeira e a Segunda Guerra Mundial. As obras de Mahan foram traduzidas para japonês e muito utilizadas como texto de estudo no Japão, tendo a Marinha Imperial Japonesa utilizado a obra como livro de texto na sus escola de formação naval. Este estudo teve depois um efeito profundo na conduta das forças navais japonesas durante a Guerra do Pacífico, com ênfase no conceito de batalha decisiva, mesmo quando ganha a expensas da protecção dos comércio marítimo. Este conceito foi levado a tal ponto que, segundo alguns analistas, contribuiu para a rendição do Japão em 1945.
Depois de se ter tornado conhecido pelas suas obras de geoestratégia, Mahan travou conhecimento com o historiador naval britânico Sir John Knox Laughton, mantendo com ele uma estrita relação, através de correspondência e de visitas a Londres. Por esta razão, Mahan aparece por vezes referido como discípulo de Laughton, apesar de ambos terem sempre declarado que as suas linhas de trabalho eram diferentes. Laughton via Mahan como um teórico, enquanto Mahan se referia a Laughton como o historiador.
Entre 1889 e 1892, Mahan esteve afecto ao serviço do Bureau of Navigation. Em 1893 foi nomeado comandante do poderoso cruzador USS Chicago (1885) com o objectivo de realizar uma visita de demonstração de forças à Europa, onde foi muito bem recebido e homenageado.   
Após aquele cruzeiro, retornou à sua posição de professor do Naval War College, tendo-se aposentado em 1896.
Apesar de aposentado, voltou durante um curto período ao serviço activo durante o ano de 1898 como consultor de estratégia naval durante a Guerra Hispano-Americana daquele ano.
Após a passagem à reserva, Mahan continuou a escrever artigos sobre estratégia e recebeu diplomas honorários da Harvard University, Yale University, Columbia University, Dartmouth College e McGill University.
Em 1902 Mahan cunhou o termo Médio Oriente, por ele usado pela primeira vez no artigo intitulado The Persian Gulf and International Relations, publicado no número de Setembro de 1902 da revista National Review.
Foi promovido a contra-almirante em 1906 quando legislação aprovada pelo Congresso dos Estados Unidos determinou a promoção de todos os comandantes na reserva que tivessem servido como oficiais navais durante a Guerra Civil Americana.
Um dos seus edifícios da United States Naval Academy, em Annapolis, foi denominado Mahan Hall em sua honra. Em Portugal, as doutrinas de Mahan tiveram um grande impacto na estruturação das políticas navais do Estado Novo, graças ao trabalho do então 2.º tenente (futuro almirante) e senador do Congresso da República Portuguesa, Alfredo Botelho de Sousa.

## Ideias geopolíticas
Mahan é considerado um dos pais fundadores do pensamento estratégico dos EUA. Suas conclusões derivam de extenso estudo feito sobre a história marítima. Para Mahan, um Estado só poderia se converter em uma potência dominante se tivesse controle sobre o oceano.
Mahan começou os seus estudos quando era adido militar na embaixada estadunidense em Lima. Mahan frequentava a biblioteca nacional do Peru nos anos que este estava em guerra com o Chile. A vitória chilena na "Guerra do Pacífico" (1879-1883)  se baseava em sucessivas vitórias da esquadra chilena sobre a esquadra peruana. Tal vitória influenciou Mahan a se dedicar a um longo e meticuloso estudo  sobre a história marítima que deram origem a uma sequência de livros nas décadas de 1880 e 1890.

## Obras publicadas
- The Gulf and Inland Waters (1883)
- The Influence of Sea Power Upon History, 1660–1783 (1890)
- The Influence of Sea Power upon the French Revolution and Empire, 1793-1812 (1892)
- Admiral Farragut (1892)
- The Life of Nelson: The Embodiment of the Sea Power of Great Britain (1897)
  - Volume 1
  - Volume 2
- The Interest of America in Sea Power, Present and Future (1897)
- Lessons of the War with Spain, and Other Articles (1899)
- The Problem of Asia and Its Effect Upon International Policies (1900)
- Story of the War in South Africa 1899-1900 (1900)
- Types of Naval Officers Drawn from the History of the British Navy (1901)
- Sea Power in Its Relations to the War of 1812 (1905)
- Naval Administration and Warfare: Some General Principles, with Other Essays (1908)
- Armaments and Arbitration; or, The Place of Force in the International Relations of States (1912)
- The Major Operations of the Navies in the War of American Independence (1913)
- The Influence of Sea Power Upon History, 1660-1805 (abridged ed, 1980)
- The Life of Adriana Flores, a life between us (sience ed, 1987) este livro foi o último que ele escreveu.